# Modesto Papavero
 Modesto Papavero  (Alessandria, Provincia de Alessandria, Italia, 16 de agosto de 1899 - Mar del Plata, Argentina, 27 de agosto de 1965 ), cuyo nombre completo era Modesto Hugo Papavero y usó el seudónimo de Luis del Cerro fue un compositor, músico y director de orquesta que se dedicaba al género del tango. Pianista, compositor y letrista, se recuerdan en especial sus tangos Leguisamo solo (1935) y Sosegate Feliciano, que fueron grabados por Carlos Gardel y Muñeco al suelo, un tango con letra de Venancio Clauso y música de Papavero, dedicado al boxeador Justo Suárez.
Su padre fue su maestro musical desde la niñez y lo trajo a Argentina a los 14 años.

## Carrera profesional
La primera obra de su autoría que se dio en público fue la farsa cómica musical Luna confidente, que se estrenó en 1920 en un colegio.
Ya como professional, en 1924 musicalizó la revista A vestirse caballeros protagonizada por el actor Carlos Enríquez en el Teatro Cosmopolita, sala donde estrenó semanalmente dos revistas y hasta un sainete, Don Aristóbulo se sacó la grande, con partituras y letras suyas.
En la temporada del año siguiente trabajó en las revistas del Teatro Bataclán, de la calle 25 de mayo en Buenos Aires, en las que musicalizaba y dirigía la orquesta. Cuando se preparaba una revista de ambiente turfístico con letra de Luis Bayón Herrera titulada En la raya lo esperamos, como Papavero no conocía del tema –nunca había ido a un hipódromo- fue al de Palermo el domingo 15 de junio de 1925, se tentó, apostó por un caballo que conducía Leguisamo, ganó y, sobre todo, observó el desarrollo con ojos de escritor y así esa misma tarde el tango estaba hecho. Tita Merello lo aprendió después de la función vermouth y lo estrenó el mismo día en la función noche en un pasaje coreográfico donde las bataclanas iban vestidas de jockeys con caballos de bastón. Sobre el resultado relató en 1964 Papavero:

”El suceso, inmediato, fue inaudito. Ya en el primer refrán el público se compenetró del espíritu del tango y en la repetición no solamente coreó el estribillo, sino que lo vociferó de pie y Tita lo tuvo que cantar varias veces. Cuando me encontré con ella después de la función, abrazándome y besándome me dijo: «¡Qué tango te mandaste viejo! Es fenómeno y el público lo quiso aprender de prepo. Por eso me lo hizo repetir tantas veces».

En ese momento el cantante Roberto Fugazot actuaba también en el teatro, acompañado por el guitarrista José María Aguilar quien le llevó una copia de la pieza a Gardel y este lo grabó en el mes de diciembre.
A propósito de Leguisamo solo, García Jiménez dijo que Papavero realizó el tango:

”Con el pequeño milagro de una tonada irresistiblemente pegadiza y una letrilla a la que hay que perdonarle toda su inocuidad en mérito a la intención.”

Siguió vinculado al teatro como director de orquesta, autor o arreglador de la música en otras salas de la ciudad, el interior y Montevideo; incluso colaboró con el autor Andrés Darín en una opereta y con el mago Wu-li-Chang en 1942 en algunas representaciones revisteriles en el Teatro Marconi. Más adelante dejó el arte y buscó su modo de vida en otras actividades.
José Gobello afirmó:

"A falta de mayores dotes poéticas Papavero puso en sus letras ingenio, humor y una infalible intuición de las preferencias populares"

Falleció en Mar del Plata el 11 de agosto de 1965.

## Obras
- Acordándome de ti en colaboración con Pedro Pérez
- Arcobaleno
- Carolina quiero tu amor (1935)
- Como las aves
- Déjame partir en colaboración con Anita Fany Luchi
- Desalbergado en colaboración con Luis Alfredo Baviera
- En un rincón de tu corazón
- Idilio
- La muchacha del puerto
- La tenés conmigo (1935
- Leguisamo (2003) en colaboración con Héctor Francisco Gagliardi
- Leguisamo solo (1935)
- Muñeco al suelo, con letra de Venancio Clauso, dedicado al boxeador Justo Suárez.
- Poeta soñador en colaboración con Alberto Saco Casares
- Sisebuta y Don Trifón (1935)
- Sosegate Feliciano
- Tolerancia
- Y taconeando salió (1935) en colaboración con Edelmiro Garrido[4]